# Parador Progreso
O Parador Progreso é um dos paradores do Metrotranvía de Mendoza, situado no distrito de Godoy Cruz, entre a Estação Godoy Cruz e o Parador Independencia. Administrado pela Empresa Provincial de Transporte de Mendoza (EPTM), faz parte da Linha Verde.
Foi inaugurado em 28 de fevereiro de 2012. Localiza-se no cruzamento da Rua Progreso com a Rua Valle Grande. Atende os seguintes bairros: 22 de Diciembre, 6º Plan Agua y Energia, Batalla del Pilar e Jardin Bancario 6 de Noviembre.